# Histoires comme ça (série télévisée d'animation)
Histoires comme ça est une série d’animation de 10 épisodes diffusée en 2009, tirés de l'œuvre éponyme de Rudyard Kipling, coproduite par Les Films de l'Arlequin et Je suis bien content, et diffusée sur France 3 dans l'émission Toowam, sur France 5 dans Zouzous depuis le 1er octobre 2011, et sur Télétoon+.
Tous les épisodes ont été publiés en DVD les regroupant.

## Fiche technique
- Mise en scène : Jean-Jacques Prunès
- Musique : Olivier Delevingne

## Distribution vocale
- Narrateur (version française) : Daniel Pennac

## Liste des épisodes
1. - Le léopard et ses taches
2. - Le chat qui s'en allait tout seul
3. - Le commencement des Tatous
4. - Le papillon qui tapait du pied
5. - La baleine et son gosier / Le rhinocéros et sa peau
6. - Le chameau et sa bosse / La complainte du petit-père kangourou
7. - Le crabe qui jouait avec la mer
8. - La première lettre
9. - Comment s'est fait l'alphabet
10. - L'enfant d'éléphant